# Lewis Steward
Lewis Steward (* 21. November 1824 bei Hollisterville, Wayne County, Pennsylvania; † 27. August 1896 in Plano, Illinois) war ein US-amerikanischer Politiker. Zwischen 1891 und 1893 vertrat er den Bundesstaat Illinois im US-Repräsentantenhaus.

## Werdegang
Lewis Steward besuchte die öffentlichen Schulen seiner Heimat. Im Jahr 1838 kam er mit seinen Eltern in das Kendall County in Illinois. Dort wurde er später ein erfolgreicher Farmer und Landbesitzer, der auch noch in anderen Branchen tätig wurde. Dazu gehörten das Bankgewerbe und die Herstellung von landwirtschaftlichen Geräten. Anfang der 1850er Jahre gründete er die Stadt Plano, die an einer Eisenbahnstrecke lag. Dadurch konnte er seine landwirtschaftlichen Geräte besser transportieren lassen. Zu diesen Geräten gehörten unter anderem Mähdrescher, Mäher und Getreidebinder. Im Jahr 1860 studierte Steward auch Jura, ohne jedoch jemals als Jurist zu arbeiten. Politisch wurde er Mitglied der Demokratischen Partei. 1876 bewarb er sich um das Amt des Gouverneurs von Illinois, unterlag aber dem Republikaner Shelby Moore Cullom knapp mit 49:51 Prozent der Stimmen.
Bei den Kongresswahlen des Jahres 1890 wurde Steward im achten Wahlbezirk von Illinois in das US-Repräsentantenhaus in Washington, D.C. gewählt, wo er am 4. März 1891 die Nachfolge von Charles A. Hill antrat. Da er im Jahr 1892 nicht bestätigt wurde, konnte er bis zum 3. März 1893 nur eine Legislaturperiode im Kongress absolvieren. Nach dem Ende seiner Zeit im US-Repräsentantenhaus nahm Lewis Steward seine früheren Tätigkeiten wieder auf. Er starb am 27. August 1896 in Plano.